# 決疑論
決疑論(けつぎろん、英語: casuistry) は、宗教または道徳の規範を個々の具体的な行為や良心の問題に適用するさいに利用される法のことであり、一般には道徳法則を内的なものではなく外的なものと見なし、権威や論理に基づいて個々の場合を判断する法のことである。

## 概要
もともとはローマ・カトリック教会の教父に告解の際の指針を与えるためのもので、中世のスコラ学で重視されたが、近代に至って16世紀から17世紀にかけて個人の道徳的な判断に指針を与えるものとして発達した。一方で17世紀にパスカルによって厳しく批判されて以来、倫理学の分野において積極的に取り上げられることは少なくなったが、アルバート・ジョンセンとスティーヴン・トゥールミンの著書「The Abuse of Casuistry」(1988年)刊行以降、再評価されている。両氏によれば倫理学は原理（原理の適用＝application）から出発するのではなく、事例から出発し、類似事例の比較参照を行うものでなければならず（倫理的分類学）、カズイリトリ（決疑論）に対応する語は西洋中世においては「良心のケース」(casus conscientiae）であると言い、決疑論とは元来良心の問題であったとする。